# Mộ Dung Hoằng
Mộ Dung Hoằng (tiếng Trung: 慕容泓; bính âm: Mùróng Hóng) (?-384) là người sáng lập ra nước Tây Yên vào thời Ngũ Hồ thập lục quốc trong lịch sử Trung Quốc. Ông là một trong số các con trai của hoàng đế Mộ Dung Tuấn của Tiền Yên và là em trai của hoàng đế Mộ Dung Vĩ của Tiền Yên.
Không rõ về thời điểm Mộ Dung Hoằng được sinh ra. Năm 359, ông được phong làm Tế Bắc vương. Sau khi Tiền Yên bị Tiền Tần tiêu diệt vào năm 370, ông cùng các anh em khác đã phong làm các quan địa phương của Tiền Tần. Năm 384, ông là một tướng cấp cao của thái thú quận Bắc Địa (北地, gần tương ứng với Đồng Xuyên, Thiểm Tây ngày nay).
Đầu năm đó, ông hay tin về việc thúc phụ Mộ Dung Thùy đã nổi loạn chống lại Tiền Tần trong bối cảnh Tiền Tần vừa đại bại trong trận Phì Thủy trước Đông Tấn vào năm 383. Ông đã bỏ trốn khỏi vị trí của mình và tập hợp được hàng nghìn binh sĩ người Tiên Ti và sau khi đánh bại tướng Cường Vĩnh (強永) của Tiền Tần, ông đã tự xưng là lãnh chỉ huy cấp cao và thứ sử Ung Châu (雍州, nay là trung bộ và bắc bộ Thiểm Tây), song vẫn chỉ xưng là Tế Bắc vương như hồi còn là thân vương của Tiền Yên.
Mộ Dung Hoằng, khi hay tin rằng em trai của Phù Kiên là Phù Duệ (苻叡) đã dẫn quân Tiền Tần đến đánh, ông đã muốn chạy trốn về phía đông để đến đất Yên của tổ tiên cùng với các binh sĩ người Tiên Ti. Thay vào đó, Phù Duệ lại từ chối lời đề nghị của phụ tá là Diêu Trường rằng hãy để Mộ Dung Hoằng rút quân, Phù Duệ đã cho cắt đường thoát của Mộ Dung Hoằng và tấn công, tuy nhiên, Mộ Dung Hoằng đã đánh bại và giết chết Phù Duệ. Trong khi đó, em trai của ông là Mộ Dung Xung cũng nổi loạn chống lại Tiền Tần, song sau một thất bại, ông ta đã hội quân với Mộ Dung Hoằng.
Mộ Dung Hoằng đã gửi một yêu cầu cho Phù Kiên để ông ta trao trả Mộ Dung Vĩ cho mình, hứa hẹn sẽ rời khỏi Quan Trung và không tấn công Tiền Tần nếu yêu cầu được thực hiện. Phù Kiên triệu Mộ Dung Vĩ đến và quở trách, song Phù Kiên đã tha cho Mộ Dung Vĩ khi Mộ Dung Vĩ cam kết trung thành. Phù Kiên cũng lệnh cho Mộ Dung Vĩ viết một lá thư cho Mộ Dung Thùy, Mộ Dung Hoằng và Mộ Dung Xung để thúc giục họ đầu hàng. Tuy nhiên, Mộ Dung Vĩ cũng cử một người đưa tin bí mật đến cho Mộ Dung Hoằng, chuyển lời rằng:
Ta là một đấng nam nhi trong một lồng sắt, và không có lý do gì để ta không chết. Hơn nữa, ta cũng đắc tội với Yên, và ngươi không nên bận tâm đến ta. Ngươi nên tìm cách để củng cố chính mình.
Mộ Dung Vĩnh cũng thúc giục Mộ Dung Hoằng hãy chuẩn bị xưng đế nếu hay tin Phù Kiên đã xử tử ông ta. Mộ Dung Hoằng do đó đã tiến về Trường An và chính thức tuyệt giao với Tiền Tần với việc cải nguyên niên hiệu. Tuy nhiên, vào mùa hè năm 384, chiến lược gia Cao Cái (高蓋) của ông và một số thuộc hạ khác đã cảm thấy rằng danh tiếng của Mộ Dung Hoằng không lớn bằng Mộ Dung Xung, và rằng Mộ Dung Hoằng trừng phạt cấp dưới quá khắc nghiệt, vậy nên họ đã giết chết Mộ Dung Hoằng và ủng hộ Mộ Dung Xung lên kế vị.